# Kamera o tomeru na!
Kamera o Tomeru na! (vertaald als Stop de camera niet!) is een Japanse zombiekomediefilm uit 2017, geschreven en geregisseerd door Shinichiro Ueda. Het verhaal volgt een team van acteurs en filmmakers die belast zijn met het filmen van een zombiefilm voor live televisie en dit moeten doen in één enkele opname.
De opnames voor de film vonden plaats gedurende acht dagen in juni 2017. De film werd opgenomen in een verlaten waterzuiveringsinstallatie in Mito. Acteur Yuzuki Akiyama beschreef het opnameproces als "zeer plezierig maar ook behoorlijk uitputtend" vanwege de druk om een lange opname goed te krijgen. Met name de lange opname, een 37 minuten durende continuopname van de zombiefilm, vereiste zes pogingen.
Gemaakt met een laag budget van ¥3 miljoen (18.473,16 euro) en met een cast van onbekende acteurs, werd de film in Japan uitgebracht in een kleine bioscoop voor een zesdaagse vertoning. Na een succesvolle internationale vertoning op het filmfestival van Udine kreeg de film meer aandacht, inclusief een heruitgave in Japan. Het behaalde een opbrengst van ¥3,12 miljard (19.221.065,08 euro) in Japan en $28 miljoen wereldwijd, waarmee het bioscoopgeschiedenis schreef door meer dan duizend keer zijn budget op te brengen.
De film kreeg uiterst positieve recensies en behaalde een perfecte score van 100% op de website Rotten Tomatoes.

## Spin-offs, vervolgen en remakes
Kamera o Tomeru na! Supin-ofu: Hariuddo daisakusen! (vert. Stop de Camera niet! Spin-Off: Wereldwijd) is een speelfilm van 59 minuten die in 2019 werd geproduceerd voor de Japanse televisie. In deze film staat niet Takayuki Higurashi centraal, maar zijn dochter Mao Higurashi, die een film maakt die parallel loopt met wat haar vader deed in de originele film.
Tijdens de COVID-19-pandemie in Japan in 2020 besloot Ueda een korte film te maken, getiteld Kamera o Tomeru na! Rimōto dai sakusen! (vert. "Stop de Camera niet! Operatie op afstand!"), als een vervolg op de eerdere film. De filmmaker wilde iets creëren dat de stemming tijdens de pandemie zou opbeuren en verklaarde: "Ik begon me af te vragen of er iets positiefs was dat ik kon doen om via een lichte vorm van entertainment een glimlach op de gezichten van mensen te toveren." Na contact te hebben opgenomen met de acteurs om te bevestigen dat ze hun rol opnieuw konden vertolken, schreef Ueda het script in één nacht en gaf de acteurs instructies via videoconferentie. De acteurs kregen de opdracht om selfie-opnames te maken terwijl ze in karakter waren en stuurden deze beelden naar de regisseur via hun smartphone. Daarnaast vroeg Ueda mensen op sociale media om video's van zichzelf dansend te uploaden om op te nemen in de film. De totale productie nam ongeveer een maand in beslag en werd op 1 mei 2020 gratis op YouTube geüpload voor het publiek.
Een Franse remake met de titel Coupez!, geregisseerd door Michel Hazanavicius en met Romain Duris en Bérénice Bejo in de hoofdrol, begon de productie in april 2021. De film ging in première als de openingsfilm van het Filmfestival van Cannes in 2022. Actrice Yoshiko Takehara keerde terug in haar rol als producent voor de remake. De film ontving zeer positieve recensies.